# سیپک مسجد عبدالباقی
سیپک مسجد عبدالباقی مربوط به دوره قاجار است و در کاشان، خیابان ملا حبیب‌الله شریف، گذردروازه اصفهان، کوچه بابائیها واقع شده و این اثر در تاریخ ۱۱ مرداد ۱۳۸۴ با شمارهٔ ثبت ۱۲۳۲۸ به‌عنوان یکی از آثار ملی ایران به ثبت رسیده است.